# Sh2-202
Sh2-202 è un'estesa nebulosa diffusa visibile al confine fra le costellazioni di Cassiopea e della Giraffa.
Si individua nella parte più orientale di Cassiopea, a est del Complesso delle nebulose Cuore e Anima, nel punto in cui la scia luminosa della Via Lattea sembra interrompersi bruscamente, a causa di grossi banchi di polveri oscure; si presenta di aspetto molto disperso ed estremamente debole, al punto che la sua osservazione diretta è praticamente impossibile e nelle foto a lunga posa appare solo come una tenue nube, incentrata sull'ammasso aperto Stock 23, che costituisce il miglior punto di riferimento per la sua individuazione. La sua osservazione è possibile solo dalle regioni dell'emisfero boreale e da quelle tropicali dell'emisfero australe; il periodo di miglior osservazione nel cielo serale va dal mese di ottobre a quello di marzo.
Si tratta di una regione H II molto debole e diffusa, fisicamente in relazione con l'associazione Cam OB1, un'associazione OB posta alla sua stessa distanza; il complesso si trova a 800-1000 parsec di distanza dal sistema solare, sul bordo più esterno del Braccio di Orione. L'oggetto più notevole situato al suo interno è la sorgente infrarossa IRAS 03134+5958, coincidente con la stella HBC 336, una stella T Tauri con forti emissioni Hα posta in direzione dell'ammasso Stock 23, la cui reale esistenza come ammasso fisico è però messa in dubbio, in quanto si sospetta che le sue stelle appaiano vicine fra loro solo a causa di un effetto prospettico. Cam OB1-A è la parte dell'associazione più vicina alla regione nebulosa; di essa fanno parte le due stelle HD 21291, una supergigante blu variabile α Cygni responsabile dell'illuminazione della nube vdB 14, e HD 21389, anch'essa supergigante variabile e responsabile dell'illuminazione di vdB 15. Le due stelle possiedono anche una catalogazione di stella variabile, rispettivamente CS Cam e CE Cam.